# Groupement foncier agricole
Pour les articles homonymes, voir GFA et Groupement.
 (août 2024).
Un groupement foncier agricole (GFA) est une société civile spécifique à l'agriculture proche des SCI (Société civile immobilière). Elle a été créée dans les années 1970 pour favoriser la transmission des exploitations familiales en favorisant la transmission de parts plutôt que du patrimoine. Cette forme juridique a beaucoup évolué et son utilisation peut aussi se faire dans des cadres mutuels de portage du foncier.
Selon l'article L 322-6 du Code rural et de la pêche maritime: « le groupement foncier agricole a pour objet soit la création ou la conservation d'une ou plusieurs exploitations agricoles, soit l'une et l'autre de ces opérations. Il assure et facilite la gestion des exploitations dont il est propriétaire » notamment en les donnant à bail à long terme.
Le GFA est la manifestation des tentatives des pouvoirs publics de favoriser l'investissement dans l'agriculture ainsi que d'éviter l'émiettement des exploitations. Il permet de créer ou de conserver les exploitations. Aujourd'hui il est surtout utilisé pour conserver un patrimoine foncier agricole en vue de sa transmission. Il permet d'éviter l'écueil des attributions préférentielles donc bien souvent le GFA est un GFA familial et à ce titre le législateur lui réserve quelques spécificités.
Le GFA peut être utilisé pour exploiter des terres mais le législateur préfère qu'il serve à mettre à disposition des terres.
Il existe deux sortes de GFA : le GFA exploitant et le GFA bailleur. Le GFA est obligatoirement bailleur si les apports en numéraires représentent plus de 30 % du capital à moins qu'il ne s'agisse d'un GFA familial. Le GFA est aussi forcément bailleur lorsqu'une personne morale y est associé.
Le groupement foncier peut également être rural (GFR), associant alors au GFA les caractéristiques du groupement forestier.

## La création du GFA
Comme pour toutes les sociétés agricoles, la forme qui a servi de modèle à la création du GFA est la société civile. Le GFA est une société civile que le législateur a adaptée.
Ce qui caractérise la société civile, c'est la liberté statutaire.
Comme toute société, le GFA doit faire l'objet d'actes constitutifs :
Les statuts sont établis par écrit, ils doivent comporter des mentions obligatoires qui sont :
les apports de chaque associé,
l'appellation de la société,
la forme de la société,
l'objet,
le siège social,
le capital social,
la durée,
les modalités de fonctionnement.
L'article L322-6 du Code rural est une source d'inspiration précieuse afin de déterminer l'objet social. Le GFA peut s'interdire de faire-valoir direct et se borner à être GFA bailleur.
La société fait l'objet d'une publicité au registre des sociétés, d'un avis dans un journal d'annonces légales et est immatriculée.

### Les associés
Dérogation au droit commun de la société civile :
Le GFA ne peut en principe être constitué qu'entre personnes physiques, il doit y avoir au moins 2 associés mais il n'y a pas de maximum.
La société a cependant été ouverte par dérogation à certaines personnes morales :
En premier lieu, les Sociétés d'aménagement foncier et d'établissement rural (SAFER) peuvent être associés de GFA mais de façon transitoire et limitée : les parts ne peuvent être détenues plus de 5 ans.  La SAFER ne peut pas détenir plus de 30 % du capital social et par ailleurs, la SAFER ne peut exercer aucune fonction de gestion, d'administration ou de direction.
En second lieu, sont autorisées à entrer dans le capital du GFA, les sociétés civiles autorisées à faire appel public à l'épargne et compagnies ou mutuelles d'assurance.  Dans ces cas, le GFA est forcément un GFA-bailleur.  Ces personnes morales ne peuvent pas exercer des fonctions de gestion, d'administration ou de direction.
La présence de personnes morales dans le capital social impose dans les statuts la création d'un droit de préférence pour l'acquisition de leurs parts au profit des autres membres de la société.

### Composition du capital social
Il n'existe pas de limite inférieure ou supérieure de capital social, donc le capital social est librement fixé mais malgré tout, le Code rural limite à 30 SMA (surface moyenne d'assujettissement) la superficie totale des exploitations appartenant à un même GFA (hors GFA familial).
Le calcul de la superficie n'intègre pas les bois, les forêts, les étangs et les landes.
Le capital d'un GFA ne peut comporter d'apports en industrie. La nature des apports est délimitée par le texte car ce capital est constitué par :
des apports en propriété d'immeubles ou de droits immobiliers à destination agricole
ou des apports en numéraire.
Les apports en numéraire peuvent être apportés sans restriction mais s'ils excèdent 30 % du capital social, le GFA ne peut pas être un GFA-exploitant sauf s’il est familial. Le GFA à caractère familial est constitué entre époux, parents ou alliés jusqu'au 4e degré inclus.
Quand les fondateurs ont opté pour la création d'un GFA-bailleur, les apports en numéraire doivent faire l'objet d'investissements à destination agricole dans un délai d'1 an.
Les biens et droits apportés dans un GFA doivent avoir une destination agricole mais la loi a prévu une modalité de groupement foncier qui permet de réunir un patrimoine agricole et forestier, le GFR.
Si un associé apporte au GFA un droit en usufruit, l'apport nécessite l'accord du nu-propriétaire et l'apport d'un bien indivis impose l'accord unanime des Co indivisaires, article L382-8 Code rural.

## Le fonctionnement de la société

### La position des associés
En contrepartie des apports, chaque associé reçoit des parts sociales qui donnent accès à un certain nombre de droits et d'obligations.
Au niveau des droits, tout associé a trois droits essentiels :
1. le droit au bénéfice ;
2. le droit d'information ;
3. le droit de vote.

Le Code rural autorise le nantissement des parts pour l'obtention de prêts.
Par ailleurs, si le GFA est un GFA-bailleur, on pourra bénéficier des avantages fiscaux qu'on trouve dans les baux à long terme.
Si le GFA est exploitant, les parts de l'associé exploitant sont exclues de l'ISF.
Pour le droit de vote, droit au bénéfice :
- si le GFA est bailleur : le droit de vote est proportionnel à la répartition du capital, chaque part donnant droit à une voix ;
- si le GFA est exploitant : on retrouve la liberté des sociétés civiles et les fondateurs peuvent choisir entre la répartition selon le capital social (rémunération en fonction de l'investissement) et la répartition à égalité entre associés (chaque associé a le même nombre de droits de vote).

Dans les deux cas, si des personnes morales sont associées au groupement, les parts des personnes physiques comptent double.
Les bénéfices sont en principe répartis en fonction de la répartition du capital, sauf répartition différente, dans la limite de la prohibition des pactes léonins.
Concernant l'engagement des associés, comme dans toutes sociétés civiles, il est indéfini non solidaire, c'est-à-dire proportionnel à la participation au capital social.

### L'exercice du pouvoir au sein de la société
La différence entre GFA-bailleur et GFA-exploitant est marquée.
La loi impose au GFA-exploitant la nomination d'un ou plusieurs gérants statutaires choisis parmi ses membres. La gérance doit donc être assumée par les exploitants.
Dans les GFA-bailleur, les modalités de désignation ou de révocation des gérants sont fixées par les statuts et si les statuts n'en décident pas autrement, le gérant est révocable par une décision des associés représentant plus de la majorité des parts.
L'absence de juste motif de révocation autorise le gérant à demander des dommages-intérêts.
Pour les pouvoirs des gérants :
Le gérant accomplit tous les actes que requiert l'intérêt de la société.
Les statuts peuvent restreindre les compétences du gérant mais ces restrictions statutaires ne sont pas opposables aux tiers de bonne foi . 
Le gérant engage sa responsabilité s'il viole les statuts.
Les décisions les plus importantes concernant la société sont prises par l'assemblée des associés. Certains décisions ne peuvent être prises que par une AG extraordinaire. Mais les statuts peuvent librement déterminer le quorum et la majorité.
Le GFA étant une société civile, les parts ne sont pas librement négociables. La cession entre vifs intervient en principe sous réserve d'agrément des autres associés sauf s'il s'agit d'une cession à des ascendants ou des descendants. Mais les statuts peuvent soit rendre plus dur ce régime ou au contraire, l'assouplir.
Les statuts doivent prévoir le retrait de l'associé. Sans stipulation dans les statuts, le retrait a lieu à l'unanimité des associés.
Le décès d'un associé ne dissout pas le GFA, il continue entre les associés vivants et les héritiers du défunt mais les statuts peuvent prévoir un agrément des héritiers. À l'occasion de cette transmission des parts, si le GFA est bailleur, on peut bénéficier de l'exonération à titre gratuit.

## La fin du GFA
Aucun évènement touchant la personne d'un associé ne provoque la fin du groupement. La dissolution de la société peut provenir de l'accomplissement de sa durée, d'une décision collective des associés. En cas de dissolution l'article L 322-14 du Code rural et de la pêche maritime prévoit une attribution préférentielle des biens sauf stipulation statutaire contraire. Dans les statuts on peut faire figurer une stipulation prévoyant le retour des biens apportés.